# Pachyonyx
Pachyonyx är ett släkte av skalbaggar. Pachyonyx ingår i familjen vivlar.

## Dottertaxa tillPachyonyx, i alfabetisk ordning[1]
- Pachyonyx affaber
- Pachyonyx arenosus
- Pachyonyx catechui
- Pachyonyx concavicollis
- Pachyonyx eshelaense
- Pachyonyx fasciatus
- Pachyonyx hirtulus
- Pachyonyx inaequalis
- Pachyonyx inversa
- Pachyonyx inversus
- Pachyonyx kraatzi
- Pachyonyx laligantii
- Pachyonyx lineatus
- Pachyonyx maculiventris
- Pachyonyx menoni
- Pachyonyx mucoreus
- Pachyonyx niveus
- Pachyonyx octofasciculatus
- Pachyonyx perelegans
- Pachyonyx perrieri
- Pachyonyx quadridens
- Pachyonyx seriatus
- Pachyonyx squamulosus
- Pachyonyx sulcicollis
- Pachyonyx triangularis
- Pachyonyx tshelaense
- Pachyonyx tubericollis